# Prosperino Gallipoli
Prosperino Gallipoli, al secolo Rocco Luigi Gallipoli (Montescaglioso, 7 ottobre 1932 – Maputo, 18 febbraio 2004), è stato un religioso e missionario italiano, appartenente all'Ordine dei frati minori cappuccini, che operò dal 1959 in Mozambico.
La sua opera in Mozambico è stata fortemente basata su una visione aperta del cooperativismo. Viene ricordato anche per la sua determinazione nella lotta contro le ingiustizie sociali nel paese.

## Opere
L'opera più significativa di Gallipoli fu la fondazione a Maputo della Unao Geral das Cooperativas di Maputo ("Unione Generale delle Cooperative di Maputo", UGCM), tuttora operante nei settori dell'allevamento di polli e dell'agricoltura. Nell'organizzazione svolgono un ruolo determinante le donne, che costituiscono il 95% dei membri della cooperativa.
All'interno delle strutture delle cooperative di cui si è occupato, Gallipoli ha curato la creazione di scuole, laboratori, centri di salute e altre infrastrutture per il miglioramento della vita dei cooperativisti e delle loro famiglie. Ha istituito inoltre la "Cassa di Risparmio e di Credito" (CPC), una cooperativa di credito che fornisce credito alle fasce di popolazione più povere, sempre nello spirito del cooperativismo.
Sempre a favore delle cooperative di pollicoltori, Gallipoli fece realizzare numerosi mulini per la fabbricazione dei mangini per gli animali, nonché strutture per la macellazione e commercializzazione di polli. Inoltre, favorì la ricerca agricola e la sperimentazione di nuove colture e introdusse la produzione di energia dal biogas.
Dopo l'alluvione del 2000, coordinò la ricostruzione di centinaia di abitazioni in muratura e in materiali locali.
È scomparso improvvisamente nel 2004 a 72 anni.